# Emotion (album Carly Rae Jepsen)
Emotion (stylizowane jako E•MO•TION) – trzeci album studyjny kanadyjskiej piosenkarki Carly Rae Jepsen wydany w 2015 roku przez 604 Records, School Boy Records i Interscope Records. Płyta zawiera jeden z jej największych hitów, „I Really Like You”.

## Historia
Podczas pracy nad albumem Jepsen inspirowała się brzmieniami lat 80. oraz alternatywną muzyką pop. Artystka współpracowała z takimi kompozytorami i producentami jak Greg Wells, Rostam Batmanglij, Dev Hynes, Ariel Rechtshaid, Samuel Dixon, Greg Kurstin i Sia.
Na pierwszy singel wybrano nagranie „I Really Like You”, które stało się dużym przebojem, a następnie wydano „Run Away with Me” i „Your Type”. Piosenki „All That”, „Emotion”, „Warm Blood” i „Making the Most of the Night” ukazały się też jako single promocyjne poprzedzające płytę. Album został wydany najpierw w Japonii 24 czerwca 2015 a jego światowa premiera odbyła się 21 sierpnia 2015. Wydawnictwo zebrało bardzo dobre recenzje, a krytycy w szczególności chwalili kompozycję, produkcję i wyrafinowane brzmienie materiału, lecz niektórzy skrytykowali teksty piosenek. Choć Emotion nie udało się powtórzyć wyników sprzedaży poprzedniej płyty, Kiss, to jednak album ten zyskał kultowy status pośród fanów artystki i jest uważany za najlepszy w dotychczasowym dorobku Carly Rae Jepsen.
Płyta promowana była trasą koncertową o nazwie Gimmie Love Tour od września 2015 do kwietnia 2016. Rok po premierze płyty Jepsen wydała EP-kę Emotion: Side B zawierającą niewydane wcześniej piosenki, powstałe podczas sesji nagraniowych do Emotion.

## Lista utworów
Wersja podstawowa
1. „Run Away with Me” – 4:11
2. „Emotion” – 3:17
3. „I Really Like You” – 3:24
4. „Gimmie Love” – 3:22
5. „All That” – 4:36
6. „Boy Problems” – 3:42
7. „Making the Most of the Night” – 3:58
8. „Your Type” – 3:19
9. „Let’s Get Lost” – 3:13
10. „LA Hallucinations” – 3:04
11. „Warm Blood” – 4:13
12. „When I Needed You” – 3:41

Bonusy na wersji deluxe
13. „Black Heart” – 2:56
14. „I Didn’t Just Come Here to Dance” – 3:39
15. „Favourite Colour” – 3:29
Bonusy dla sieci Target i na wersji japońskiej
16. „Never Get to Hold You” – 4:13
17. „Love Again” – 3:35
Bonus na wersji japońskiej
18. „I Really Like You” (Liam Keegan Radio Edit) – 3:09

## Pozycje na listach
| Kraj                               | Pozycja | Certyfikat  |
| ---------------------------------- | ------- | ----------- |
| Australia (ARIA Charts)            | 37      |             |
| Belgia (Ultratop Walonia)          | 54      |             |
| Hiszpania (Promusicae)             | 45      |             |
| Holandia (MegaCharts)              | 68      |             |
| Irlandia (IRMA)                    | 29      |             |
| Japonia (Oricon)                   | 8       | złota płyta |
| Kanada (Billboard Canadian Albums) | 8       |             |
| Korea Południowa (Gaon Chart)      | 65      |             |
| Niemcy (GfK Entertainment)         | 73      |             |
| Nowa Zelandia (Recorded Music NZ)  | 35      |             |
| Stany Zjednoczone (Billboard 200)  | 16      |             |
| Szwajcaria (Alben Top 100)         | 93      |             |
| Wielka Brytania (UK Albums Chart)  | 21      |             |